# Tor.com
Tor.com — онлайн-журнал о научной фантастике и фэнтези, издаваемый Tor Books, импринтом Tom Doherty Associates, которое является подразделением Macmillan Publishers.

## История
Журнал появился в июле 2008 года. В нём публикуются статьи и обзоры, посвящённые научной фантастике на английском языке, а также свои короткие научно-фантастические произведения. С мая 2014 года Tor.com стал полноценным импринтом издательства Tor Books.

## Отзывы
Гарднер Дозуа назвал Tor.com «одним из самых крутых и самых разнообразных сайтов в Интернете». В 2014 году Дэмиен Уолтер из The Guardian описал Tor.com как «нынешнего лидера среди научно-фантастических журналов».

## Награды
Tor.com получил шесть премий «Локус» как лучший журнал (2015, 2017—2021).